# Takatsukasa Sukehiro
Takatsukasa Sukehiro est un nom japonais traditionnel ; le nom de famille (ou le nom d'école), Takatsukasa, précède donc le prénom (ou le nom d'artiste).
Takatsukasa Sukehiro (鷹司 輔煕), né le 5 décembre 1807, décédé le 19 novembre 1878, fils du régent Takatsukasa Masamichi, est un noble de cour japonais (kugyō) de la fin du Bakumatsu et du début de l'ère Meiji. 

## Biographie
Descendant de l'aristocratique famille Takatsukasa issue de Konoe Iezane, il est d'abord maître de cérémonie pour le prince héritier, puis udaijin (« ministre de gauche ») de premier rang. Comme son père, il est placé en résidence surveillée pour son implication dans la purge d'Ansei puis gracié en 1862 et nommé avant-dernier régent kanpaku pour l'empereur Kōmei du 12 mars 1863 jusqu'au 31 janvier 1864.
Après 1868, il est directeur de la Jimukyoku et traite de l'administration des questions shintoïste. 
Sukehiro est marié à une fille d'Ichijō Tadayoshi. Après que son fils Takatsukasa Sukemasa (辅政), né en 1849, meurt jeune en 1867 au poste de chūnagon, il adopte Takatsukasa Hiromichi, un fils de Kujō Hisatada. Il se retire en août 1872 et décède en  novembre 1878 à l'âge de 72 ans.

## Source de la traduction
- (de) Cet article est partiellement ou en totalité issu de l’article de Wikipédia en allemand intitulé « Takatsukasa Sukehiro » (voir la liste des auteurs).